# Blauwe Raam

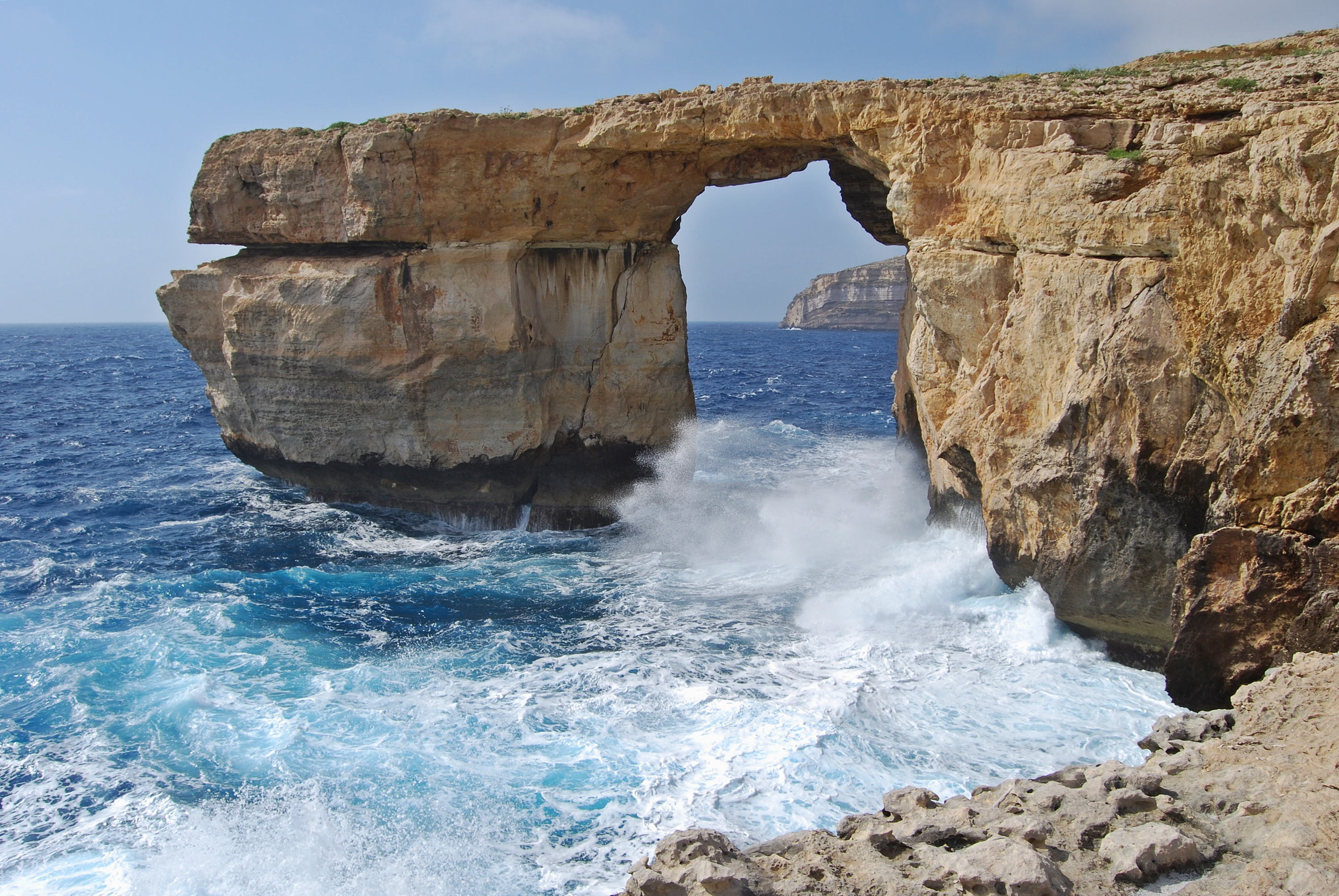
Het Blauwe Raam

Het Blauwe Raam (Maltees: it-Tieqa Żerqa, Engels: Azure Window, in het Nederlands ook wel het Blauwe Oog genoemd) was een ongeveer 28 meter hoog gat in de kliffen van Dwejra Bay bij San Lawrenz op het eiland Gozo, onderdeel van het land Malta.
In Dwejra Bay, gelegen aan de westkust van Gozo op ongeveer vijf kilometer van Victoria, bevindt zich ook de Fungus Rock. Alle rotsen in de baai bestaan uit een koraalachtige kalksteen. Op de plaats van het Blauwe Raam is die steen door de eeuwen heen weggesleten door wind en zeewater, waardoor een groot gat is ontstaan.
De naam van dit fenomeen en de locatie is afgeleid van de kleur van het zeewater rondom het "Oog", dat er azuurblauw gekleurd oogt.
Volgens wetenschappers in de eenentwintigste eeuw was het nog een kwestie van tijd voordat de bovenzijde van het Blauwe Raam zou instorten. Na diverse stormen zou de rots aldaar zeer verzwakt zijn; het was dan ook niet langer toegestaan om over het gat heen te lopen.
Op 8 maart 2017 om circa 9.40 uur lokale tijd is de rotspartij ingestort na een hevige storm.